# Rue des Bernardins
La rue des Bernardins est une voie située dans le quartier Saint-Victor du 5e arrondissement de Paris.

## Situation et accès
Ce site est desservi par la station de métro Maubert - Mutualité.
La rue des Bernardins croise les voies suivantes, dans l'ordre des numéros croissants :
- boulevard Saint-Germain ;
- rue Monge ;
- rue des Écoles.

## Origine du nom
La rue doit son nom au voisinage du collège des Bernardins.

## Historique

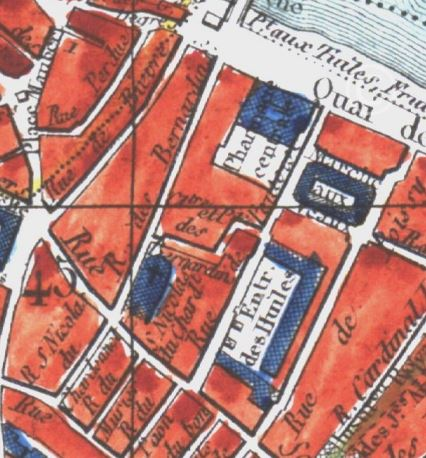
Rue des Bernardins - plan de Paris d'Ambroise Tardieu - 1839.
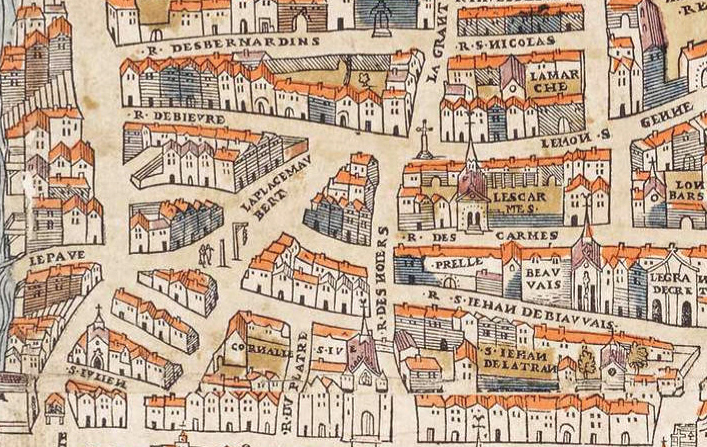
Rue des Bernardins (notée « R.DESBERNARDINS »), partie haute et senestre de l'image, sur le plan de Truschet et Hoyau (1550).

Cette rue a été percée en 1246 sur un terrain appelé « clos du Chardonnet ». En raison de la présence du couvent des Bernardins, elle prit le nom de « rue des Bernardins », toutefois elle est mentionnée en 1427 sous le nom de « rue Saint-Nicolas-du-Chardonnet » car elle en est la continuation. 
Elle est citée sous le nom de « rue des Bernardins » dans un manuscrit de 1636.
Quelques siècles plus tard, l'extrémité sud de la rue des Bernardins a été formée par l'absorption d'une partie de la rue Saint-Nicolas-du-Chardonnet.
Au-delà de la rue des Écoles, la rue se termine en impasse. Un projet prévoyait de la prolonger jusqu’à la rue Descartes.
Au XIXe siècle, cette rue qui commençait quai de la Tournelle et finissait rue Saint-Victor, était située dans l'ancien 12e arrondissement de Paris. Les numéros de la rue étaient noirs. Le dernier numéro impair était le no 23 et le dernier numéro pair était le no 44.

## Bâtiments remarquables et lieux de mémoire

### Hôtel de Nesmond
La rue commence au 57, quai de la Tournelle à l'angle de l'hôtel de Nesmond, qui fut initialement la résidence du panetier de Philippe le Bel au XIVe siècle, puis du duc de Bar. L'hôtel fut racheté en 1586 par Jacques Faye d'Espesse au duc de Montpensier, François de Bourbon. En 1643, François-Théodore de Nesmond, président du Parlement de Paris, le réaménage complètement et lui donne son aspect actuel. Saint-Simon raconte dans ses Mémoires que la bru de monsieur de Nesmond, fille de madame de Miramion, avait par vanité fait graver son nom sur le fronton de la porte cochère. Au XVIIIe siècle, l'hôtel devient la résidence de Michel Blondy, maître de danse, puis au XIXe siècle le siège d’une distillerie d'absinthe qui le remodela.
Le côté de l’hôtel qui donne sur la rue des Bernardins est composé de bâtiments des XVIe et XVIIe siècles avec une galerie de passage, étroite et à plafond bas.

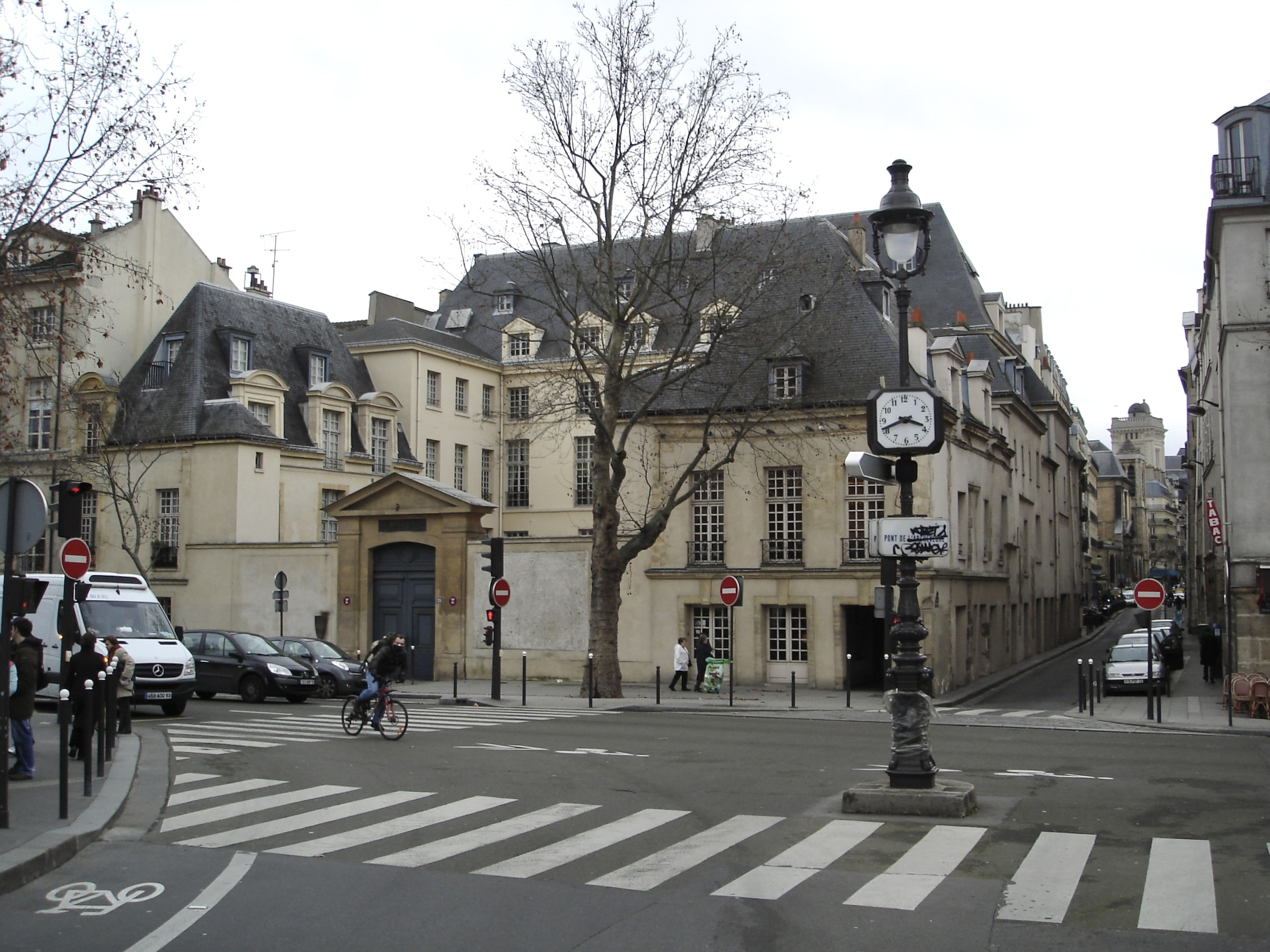
Hôtel de Nesmond, avec la rue des Bernardins.
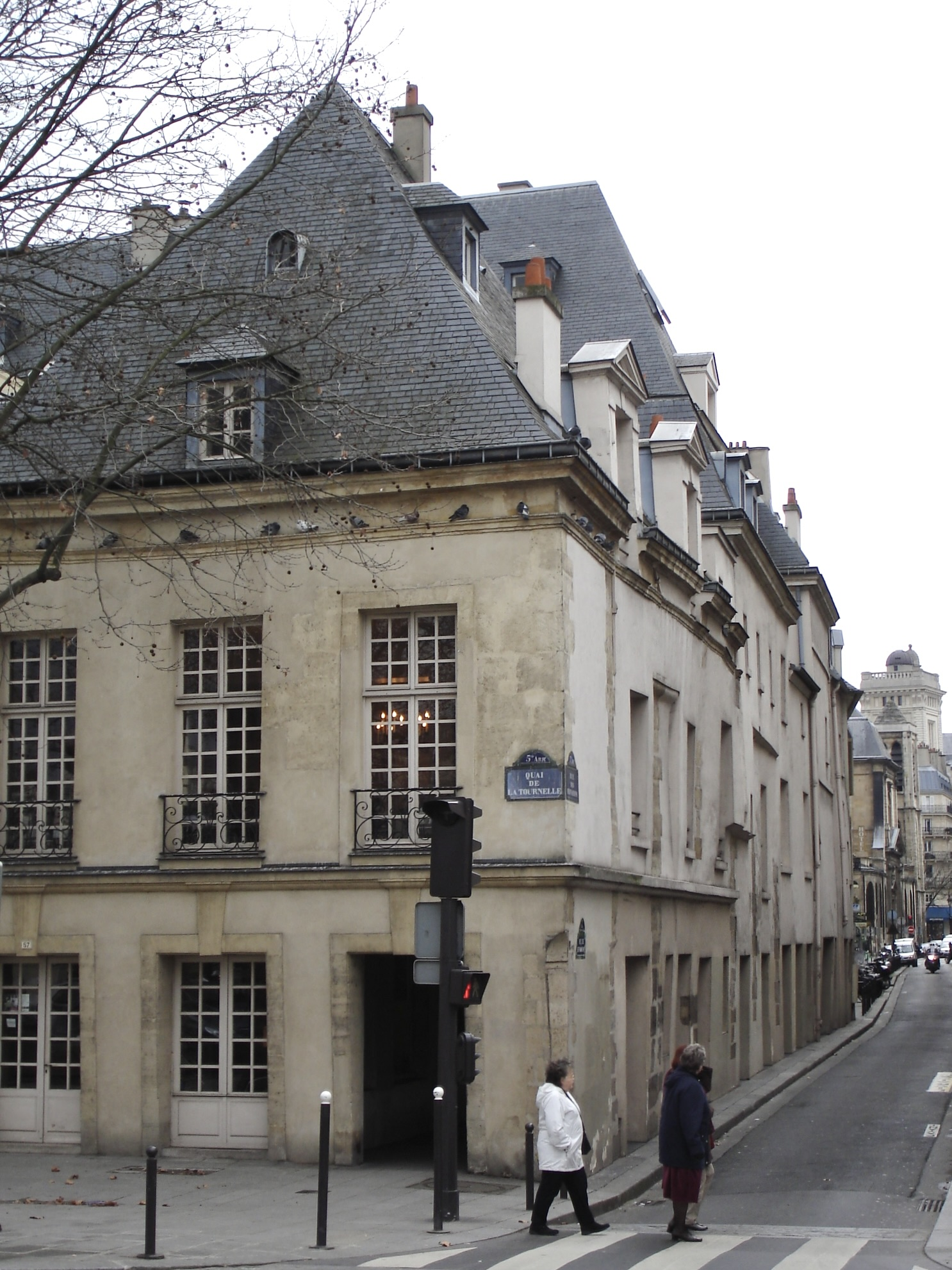
Hôtel de Nesmond avec la rue des Bernardins et la galerie couverte.
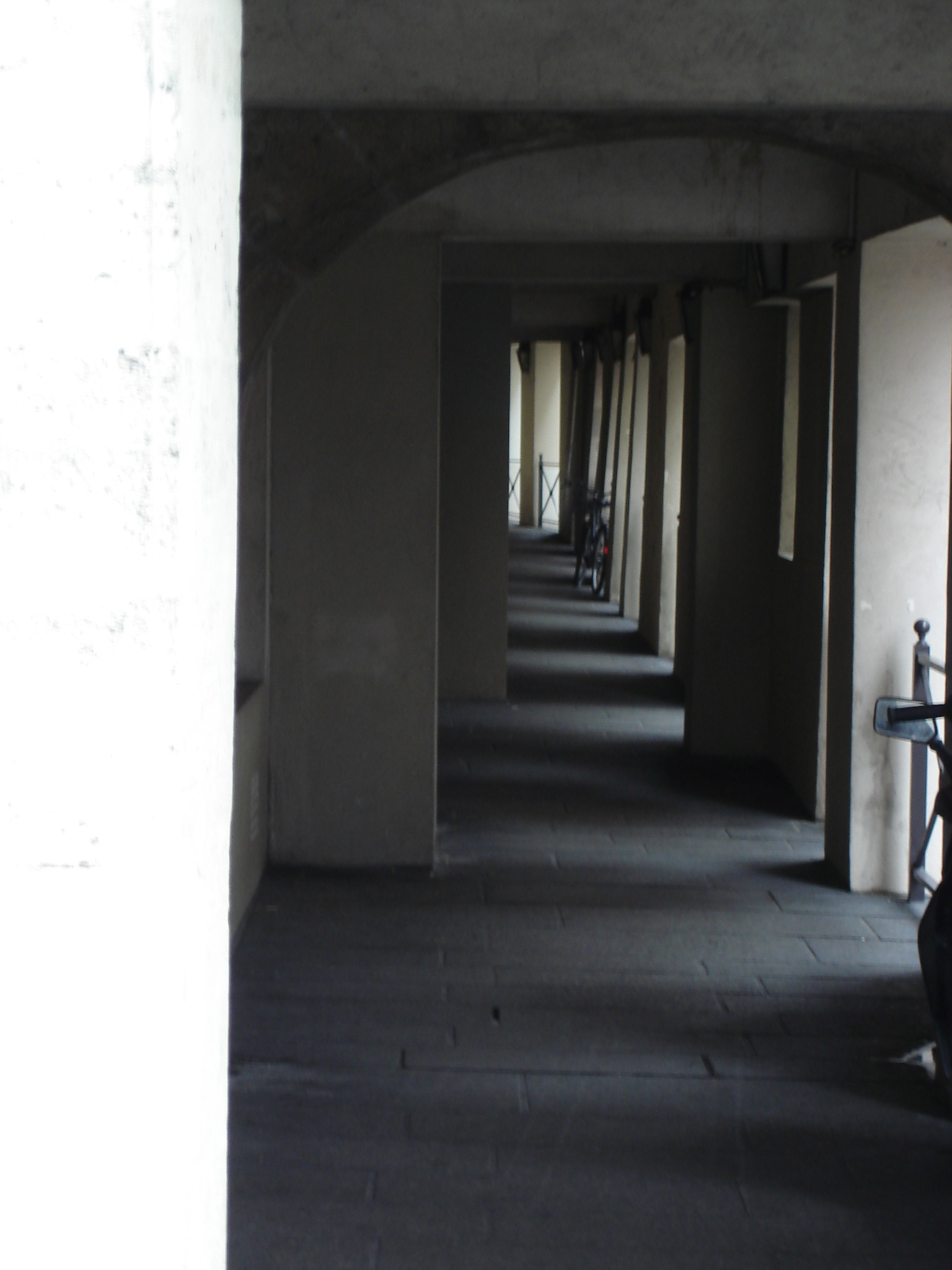
Galerie de passage couverte.

- Nos 2 et 4 : la cave voutée de l'ancien immeuble du no 4 fut rattachée à celle du no 2. Le no 2 était au XVe siècle un hôtel pour les cochers du couvent des Bernardins[réf. nécessaire].
- No 16 : le mathématicien Évariste Galois y vécut en 1831 ; une plaque lui rend hommage.
- No 17 : emplacement de l'ancien hôtel du Faur dit Torpanne, qui fut démoli en 1840 et dont le soubassement de la galerie sur les jardins fut replacé dans les jardins de l'École nationale supérieure des beaux-arts à Paris, dont les sculptures sont de Martin Le Fort (mort en 1624)[4]. Y demeurait en 1742 le père de Jouy[5], avocat au Parlement de Paris, agent général du clergé de France[6]. De nos jours, c'est un immeuble de rapport en brique grise construit en 1890 par l'architecte Jean Boussard (1844-1923). L'immeuble se distingue des constructions traditionnelles d'époque et annonce les prémices de l'Art nouveau. Le dernier étage possède un balcon avec arcades mauresques. Les autres étages sont garnis de balcons en fer forgé reliés entre eux. Le dessous des balcons est recouvert de briques émaillées.

- No 19 : siège historique de l'Institut de phonétique de l'université de Paris, par la suite siège de l'UFR de linguistique de l'université Paris III Sorbonne-Nouvelle.

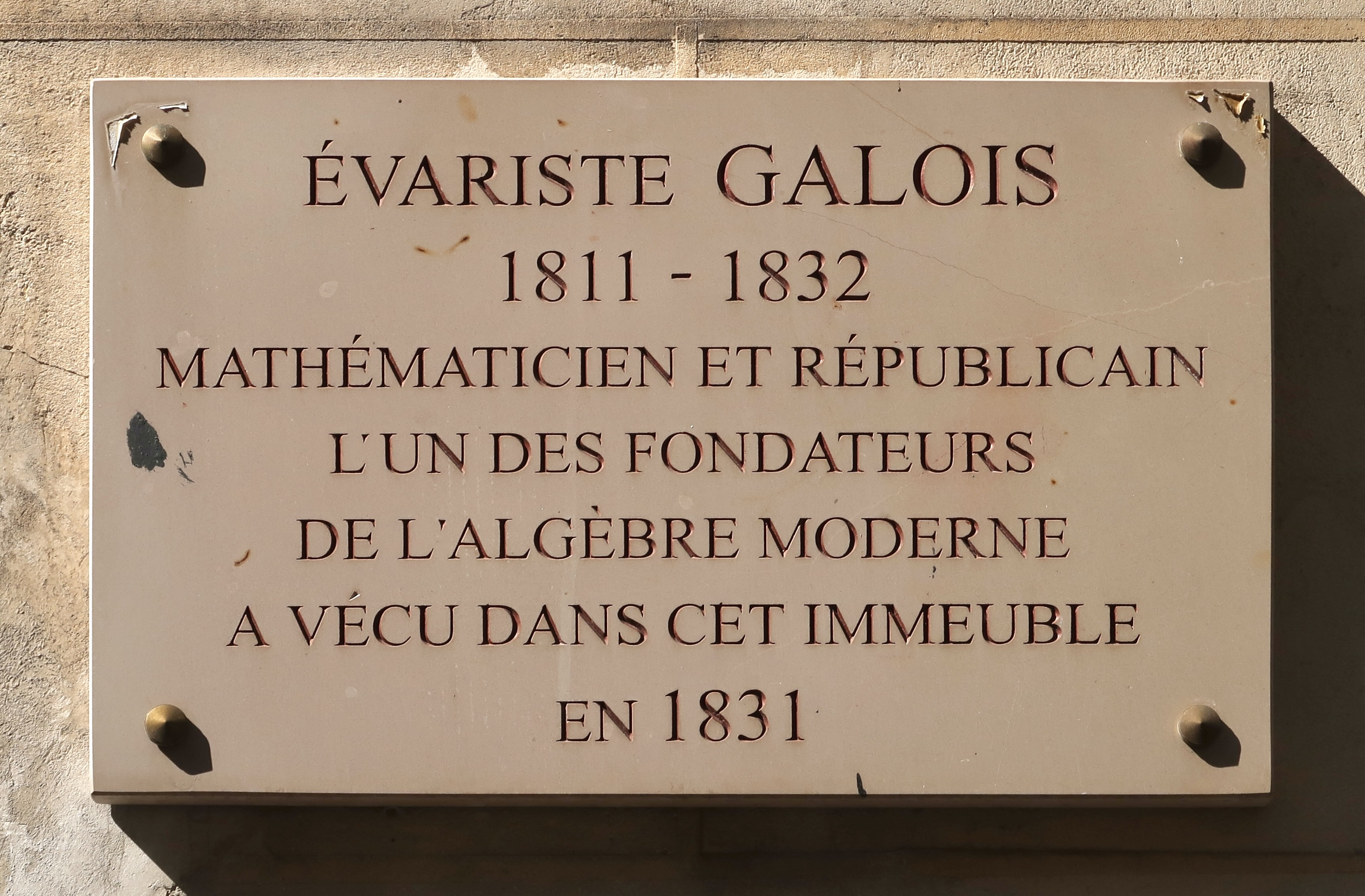
Plaque au no 16.
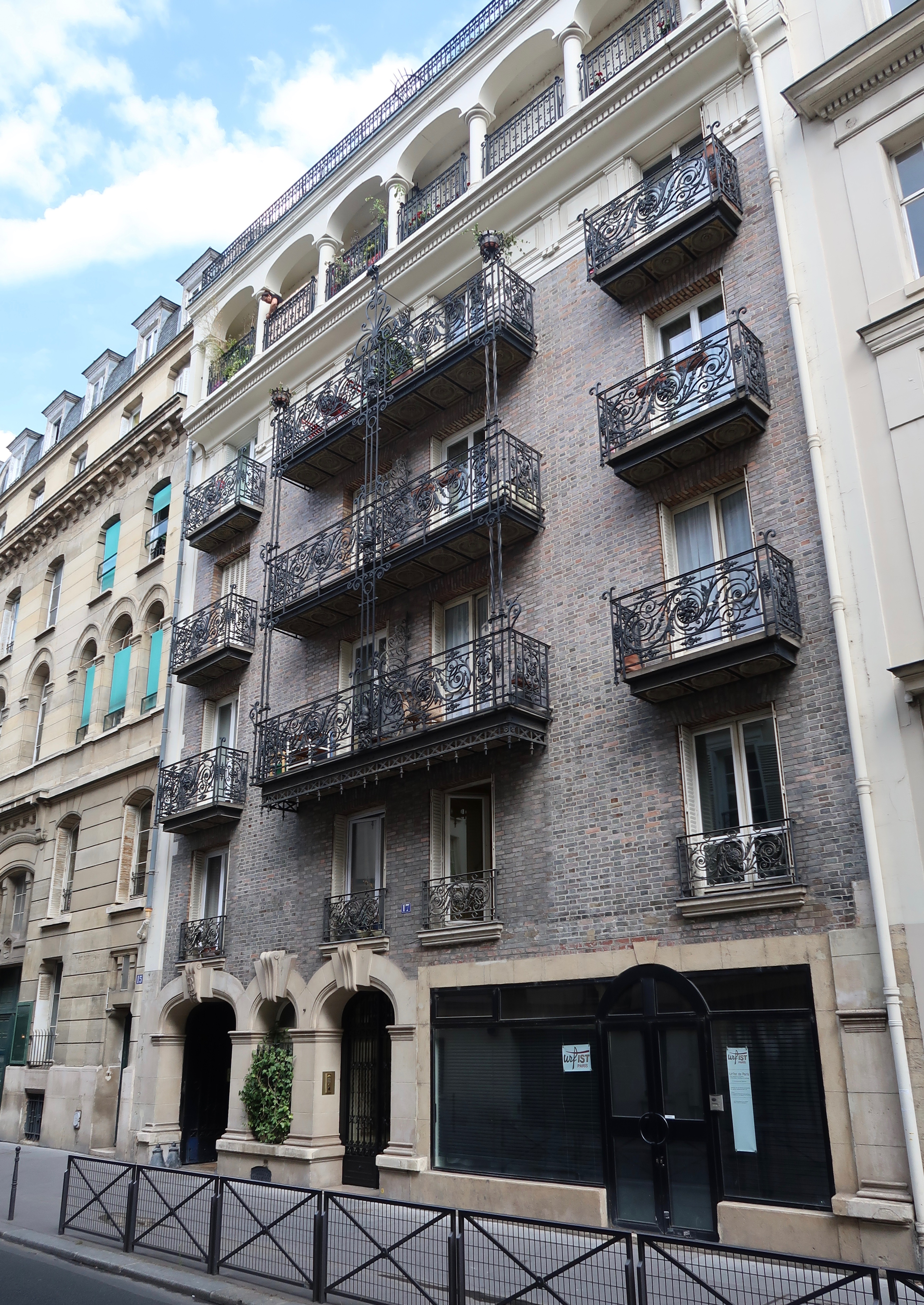
No 17, vue générale de l'immeuble.
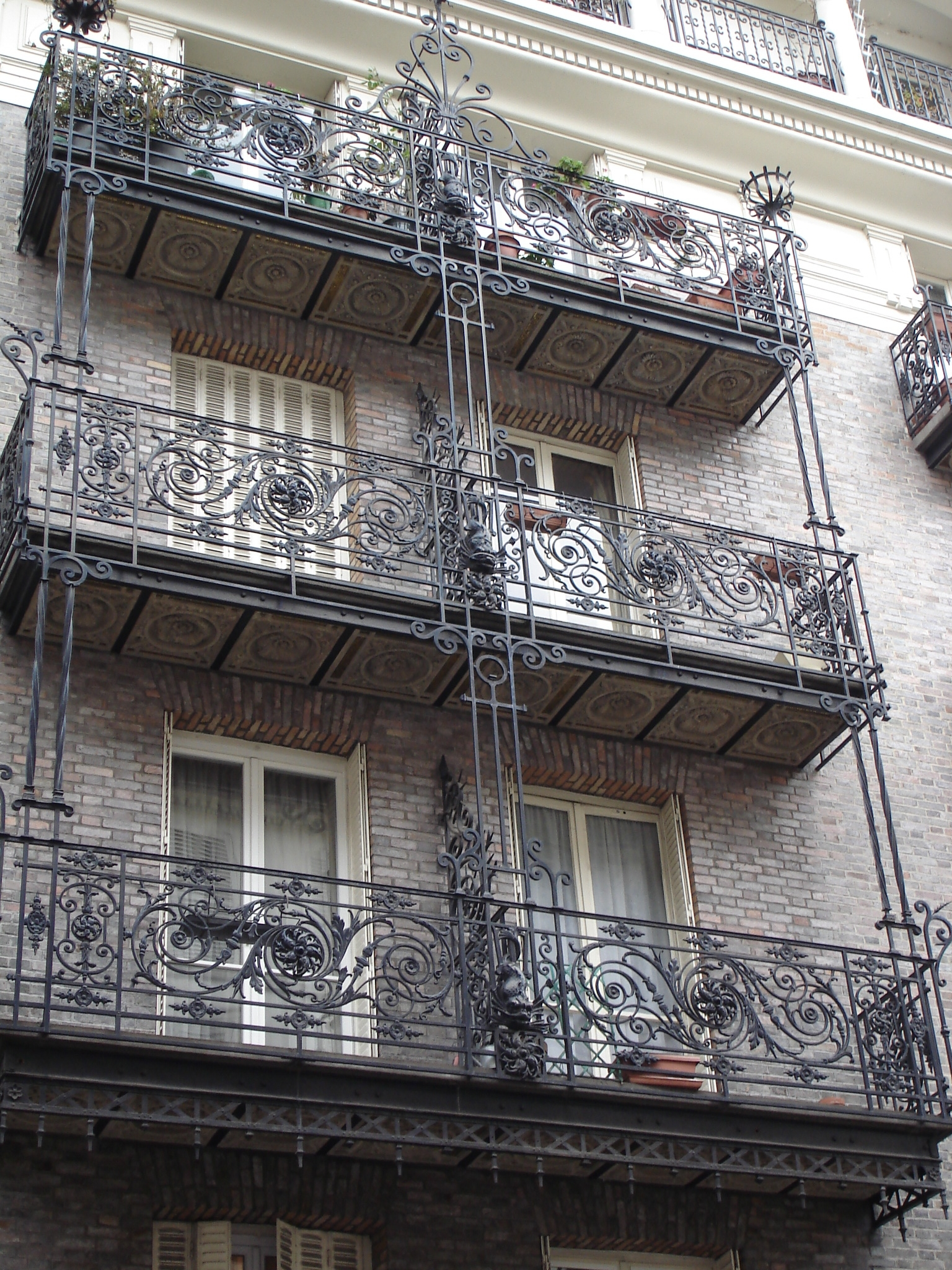
No 17, vue des balcons centraux, le dessous en briques émaillées.

### Église Saint-Nicolas-du-Chardonnet
La rue longe l'église Saint-Nicolas-du-Chardonnet, construite au XIIIe siècle, actuellement le fief d’un mouvement catholique traditionaliste. Un portail en bois sculpté donne sur la rue. Au-dessus du fronton, deux angelots portent des piques. Avant la Révolution, l’un tenait une crosse, l’autre les clés du paradis. Plus loin, une signature gravée dans la pierre donne le nom de l'architecte du clocher, Charles Comtesse,, et la date de construction en 1625. Jacques Hillairet lit « Charles Contesse Juré du Roy és-œuvre de maçonnerie ».  

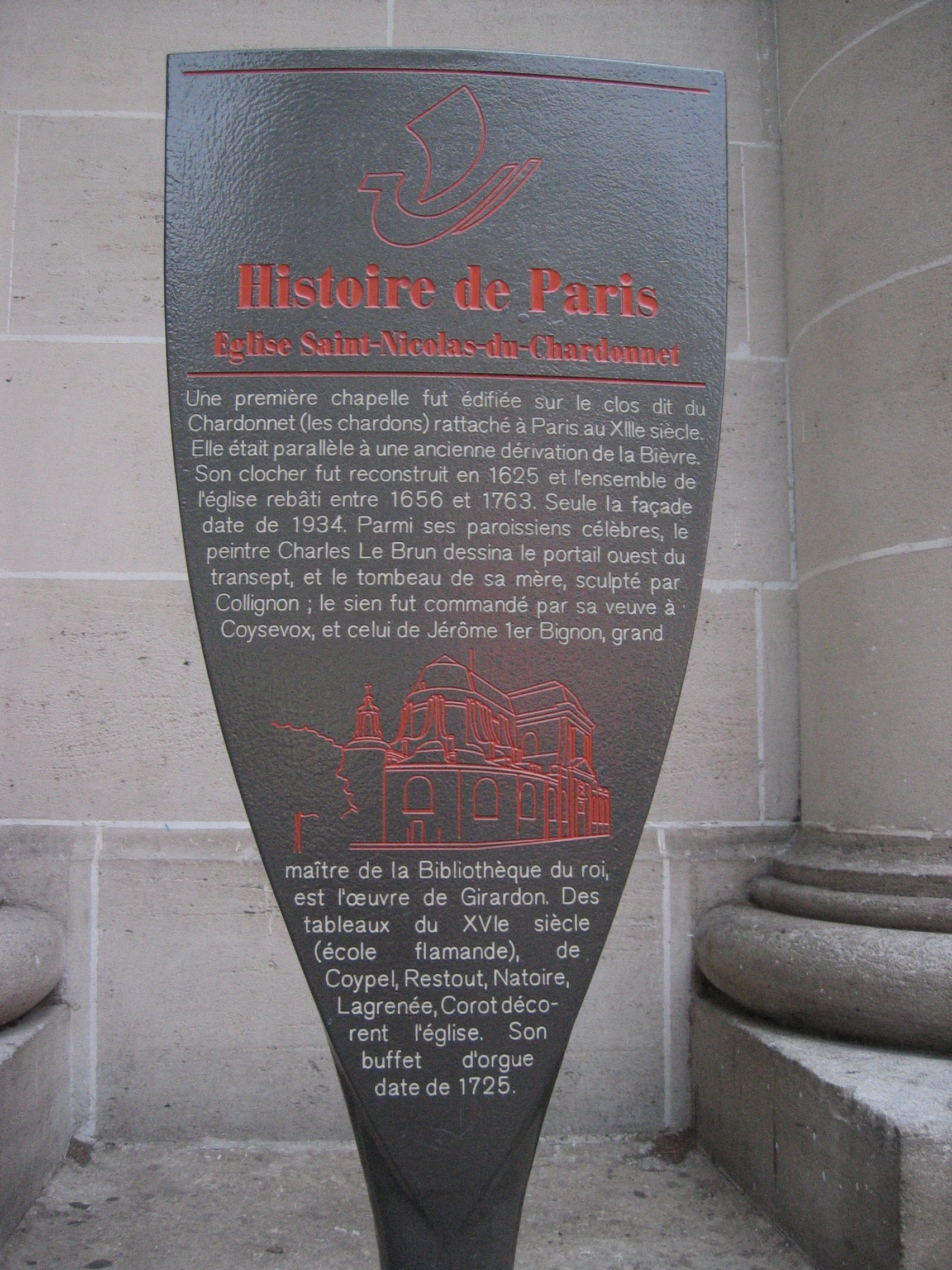
Panneau de l'église Saint-Nicolas-du-Chardonnet.
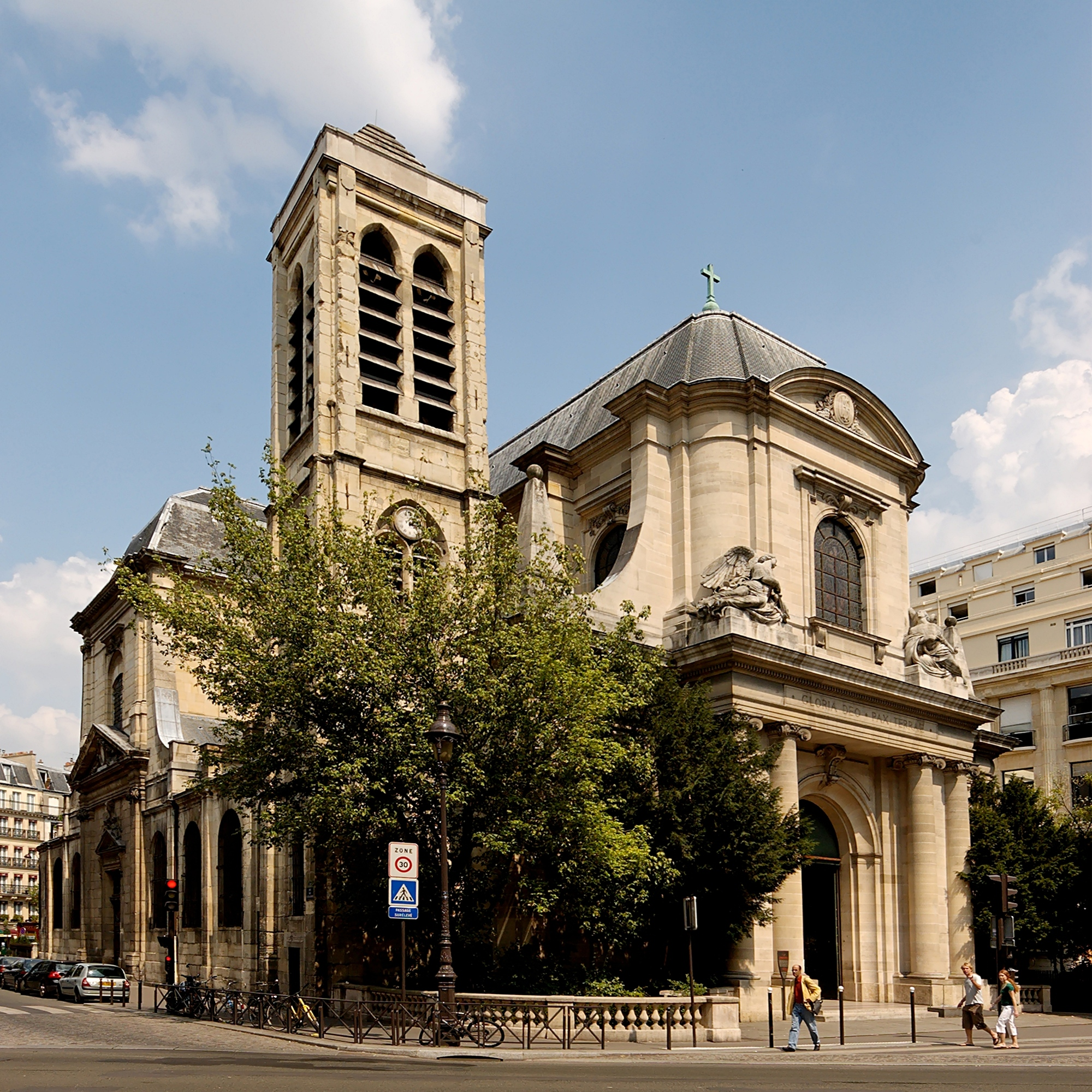
Vue de la façade de l'église Saint-Nicolas-du-Chardonnet à partir de la rue Monge.
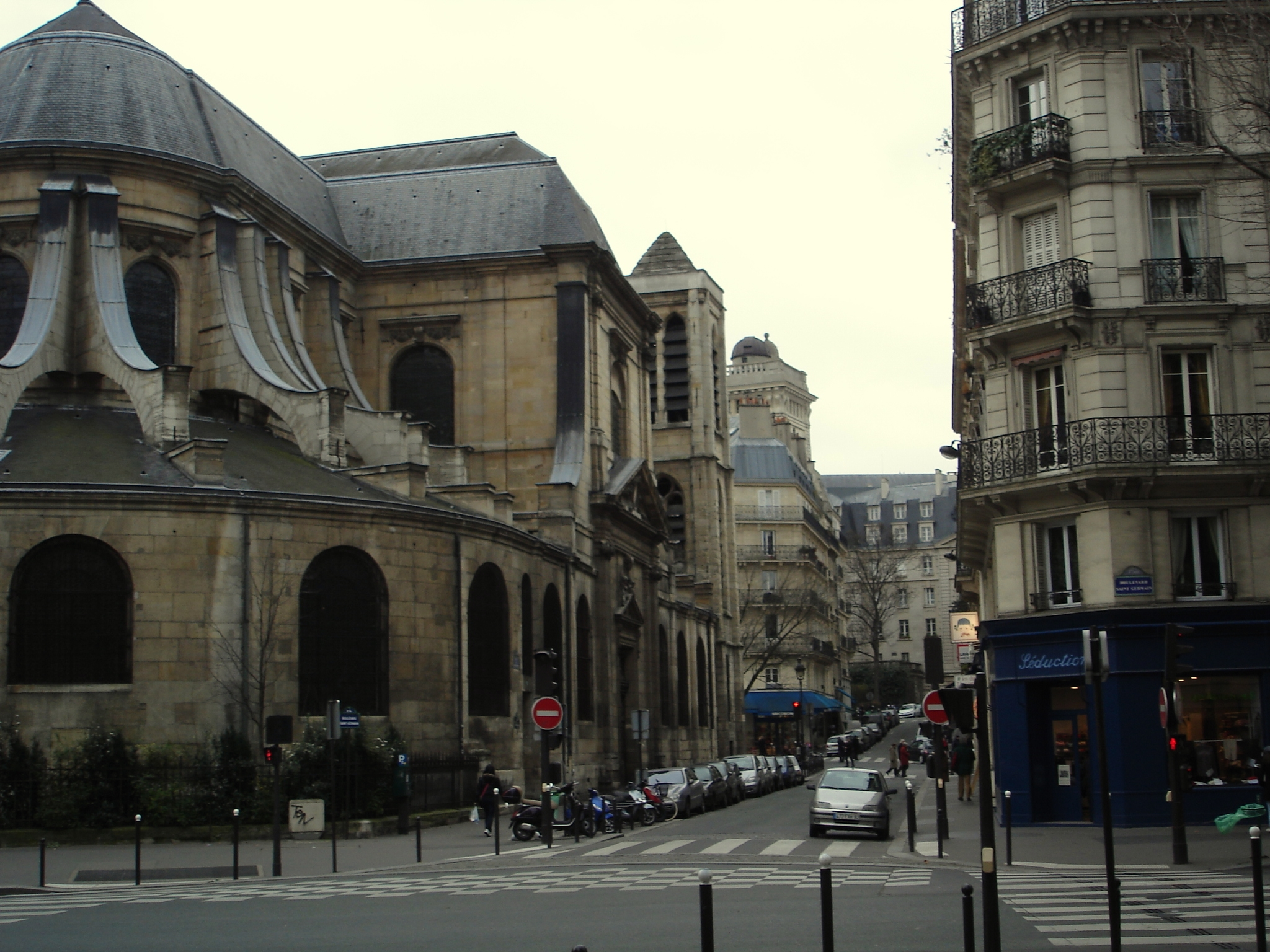
Vue de l'arrière de l'église à partir du boulevard Saint-Germain.
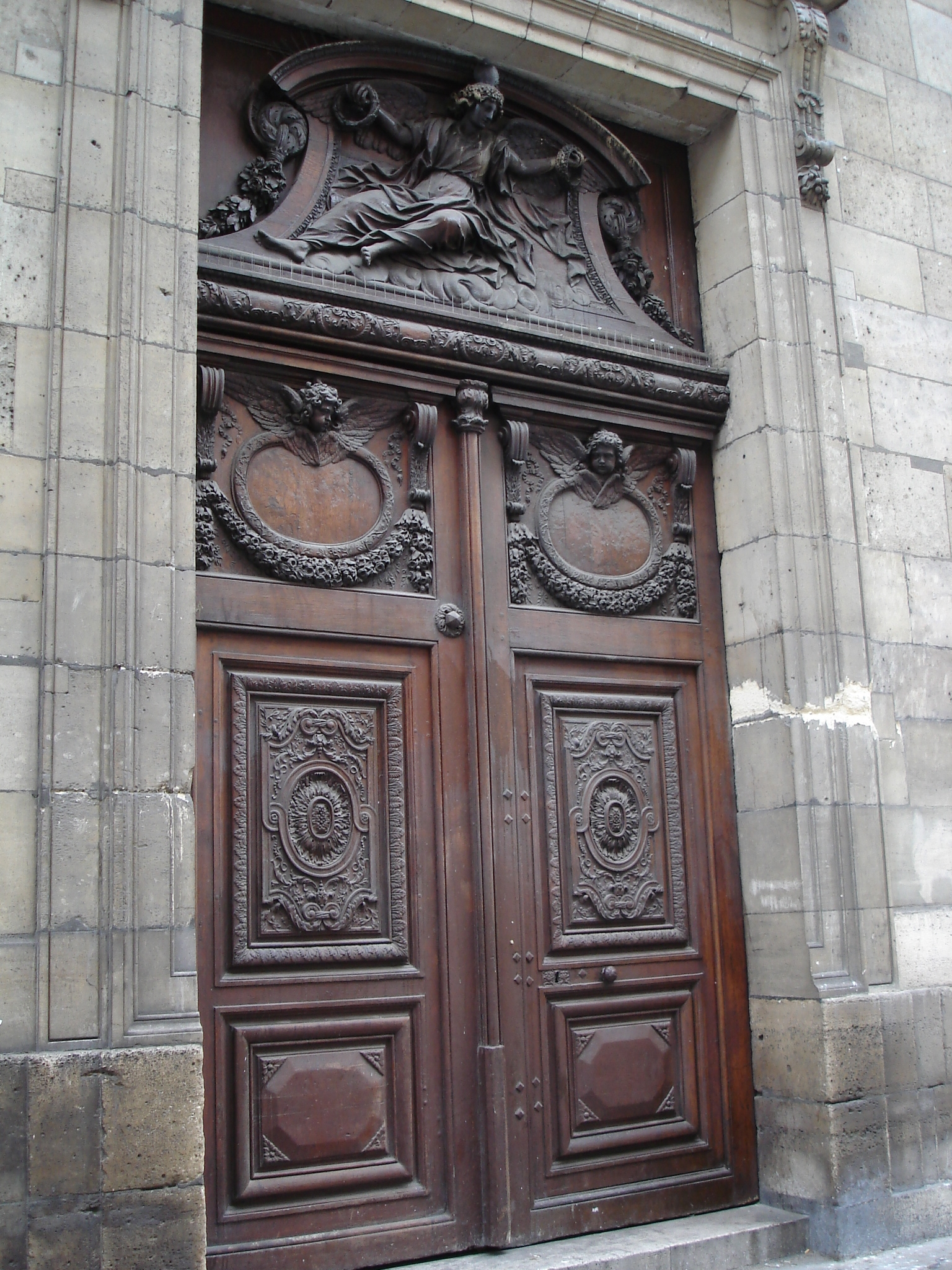
Portail de l'église, vue d’ensemble.
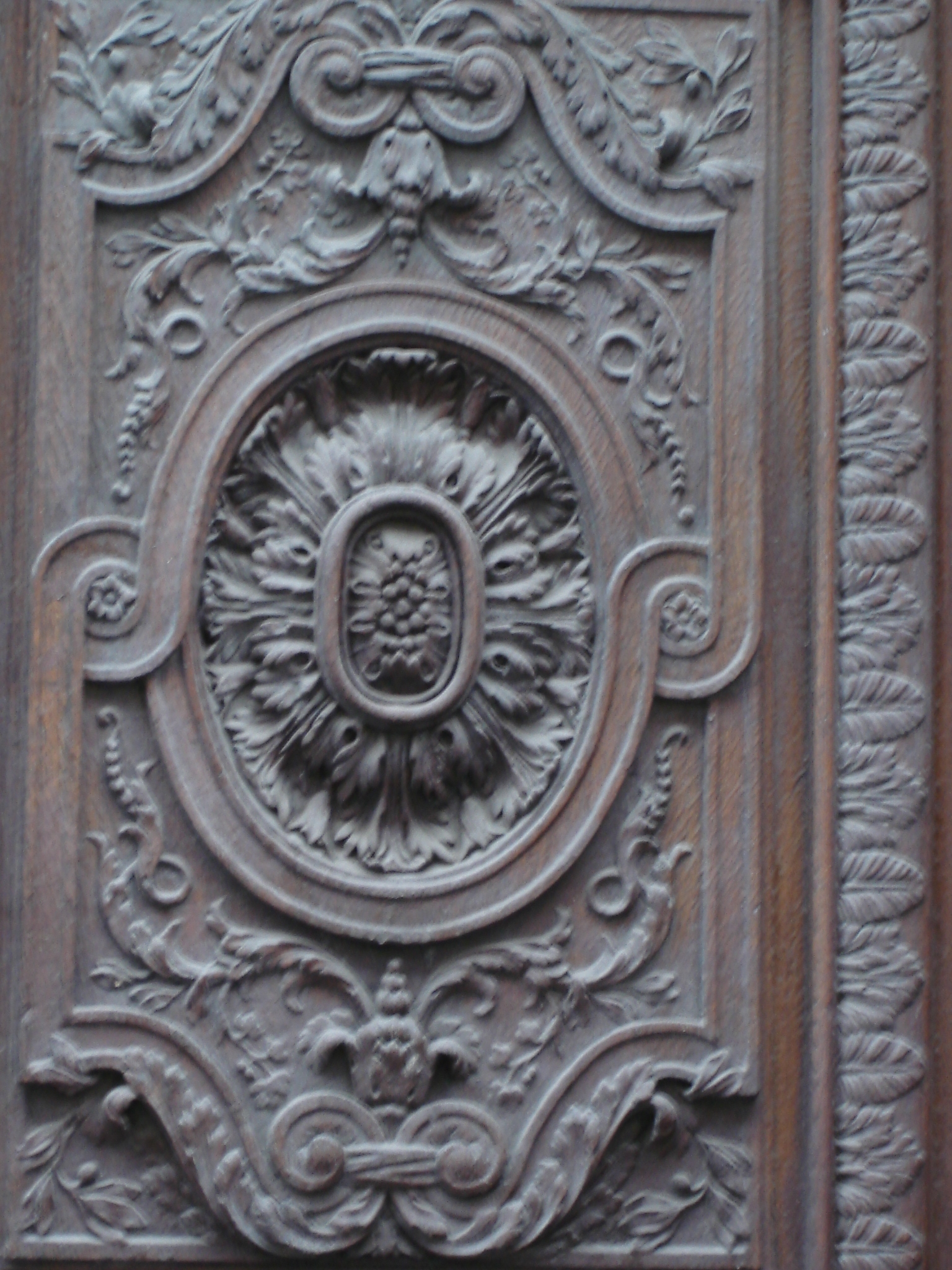
Portail, détail d'une rosace.
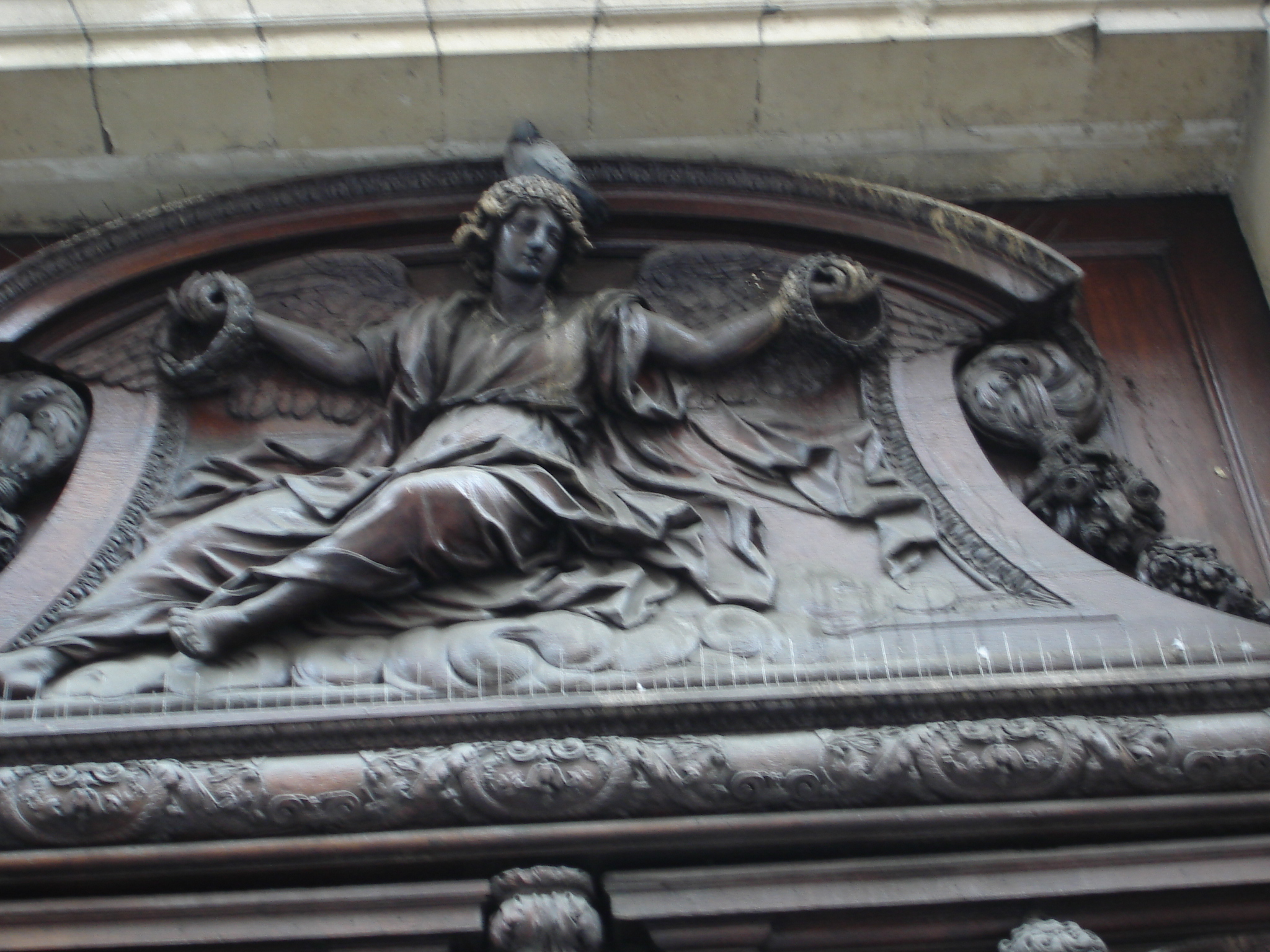
Portail, détail du fronton.
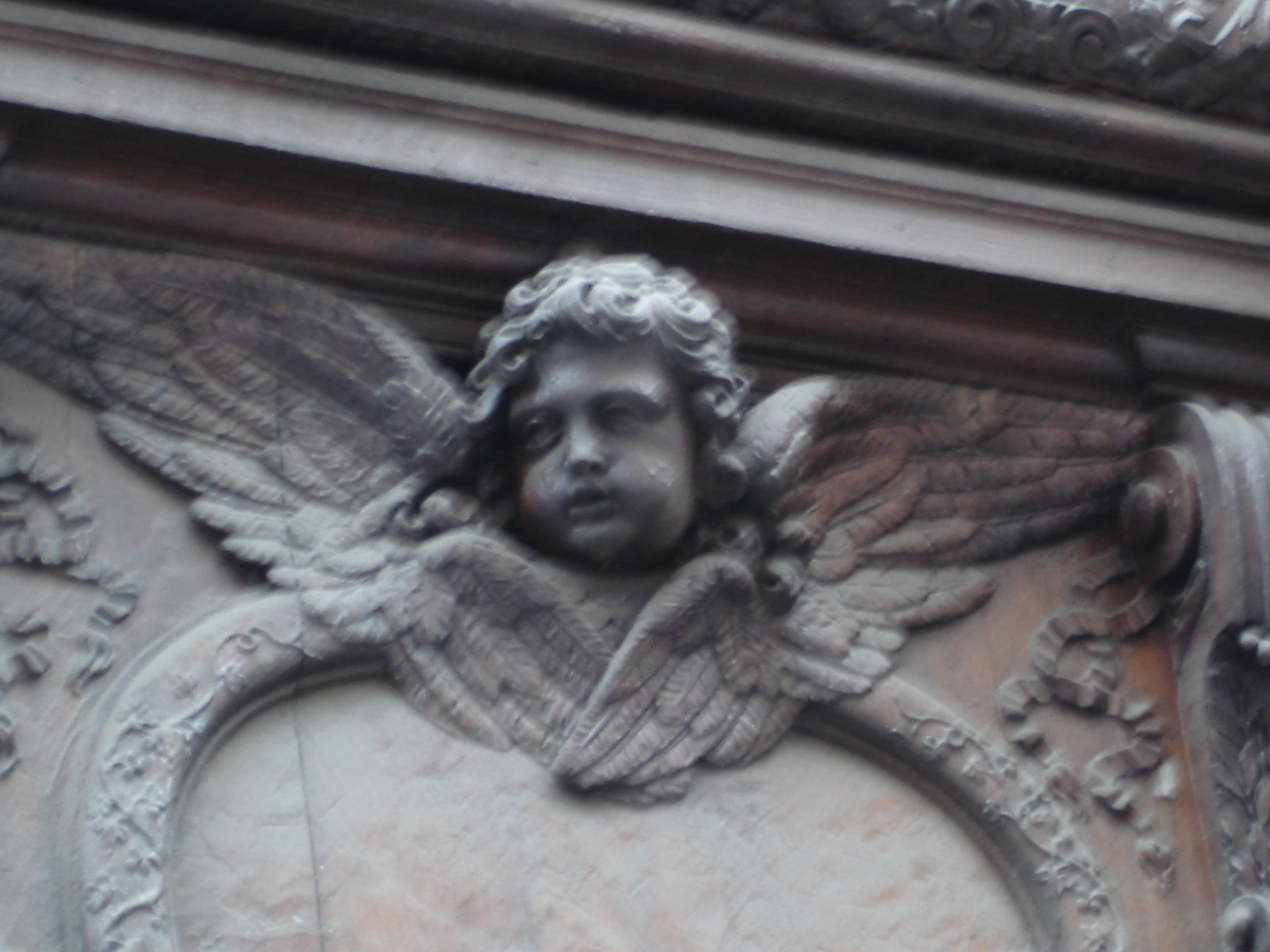
Portail, détail d'une tête d'angelot.
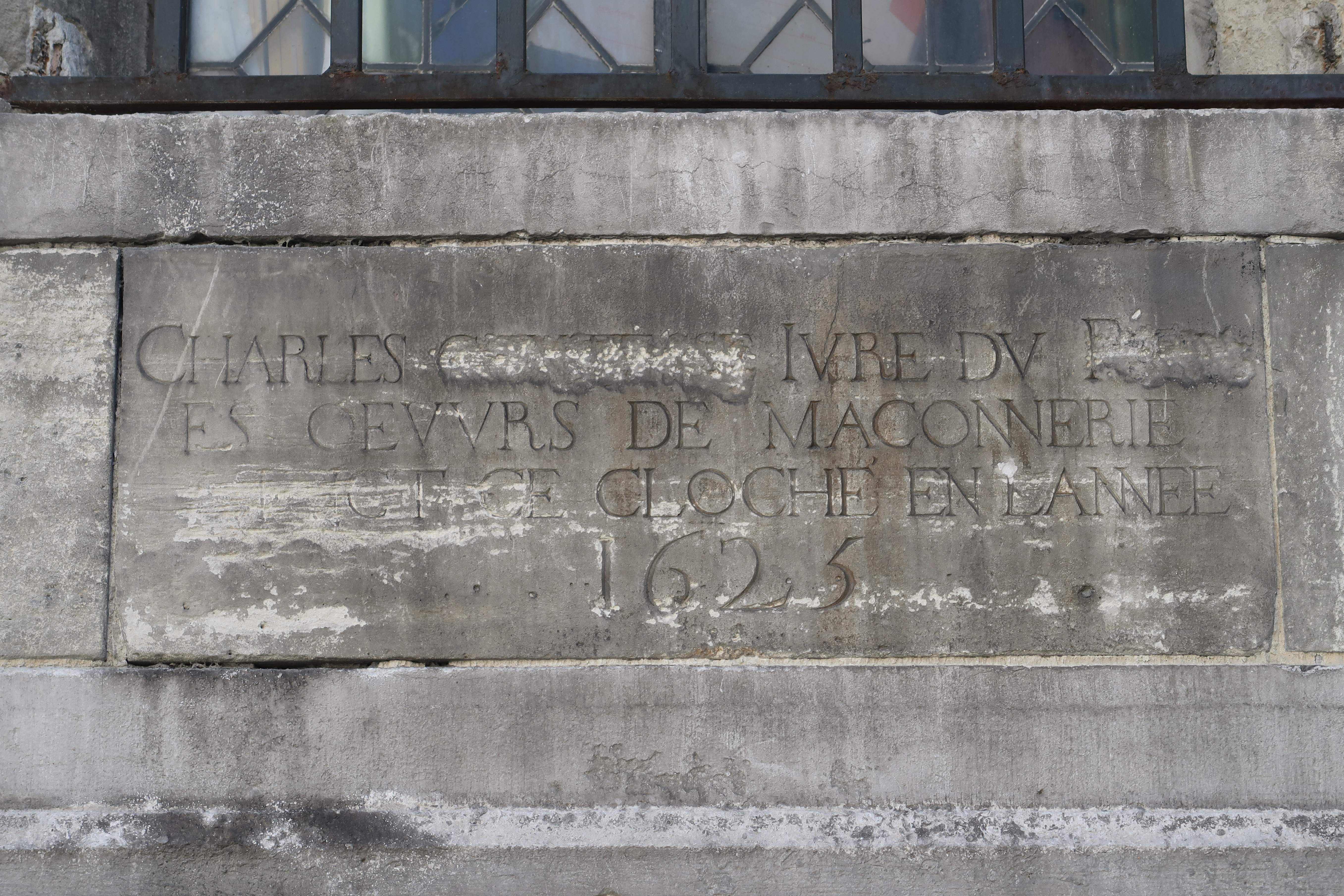
Signature de Charles Comtesse, architecte du clocher en 1625.
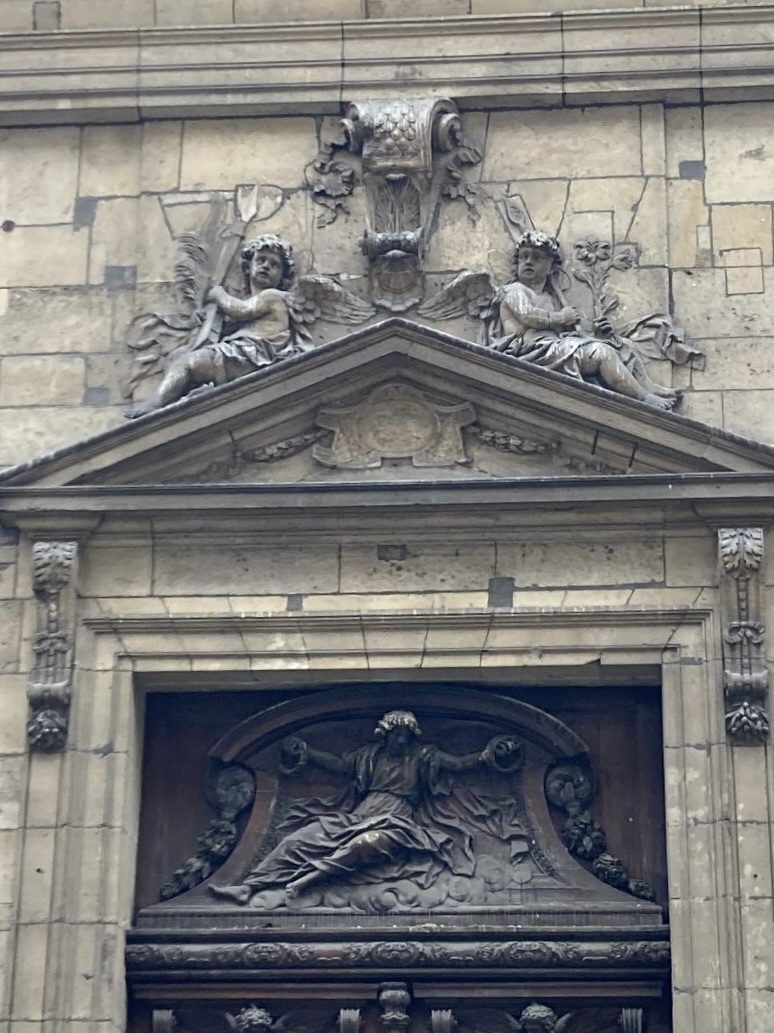
Fronton du portail ouest.
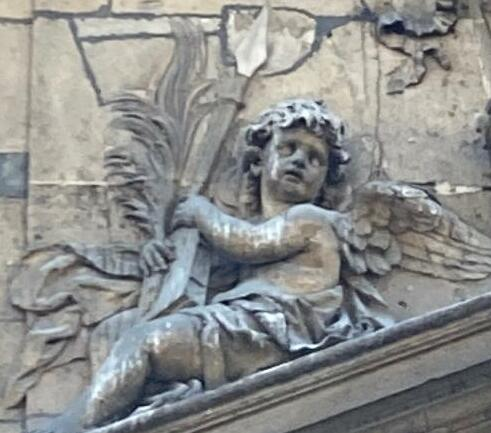
Angelot, à gauche du fronton.
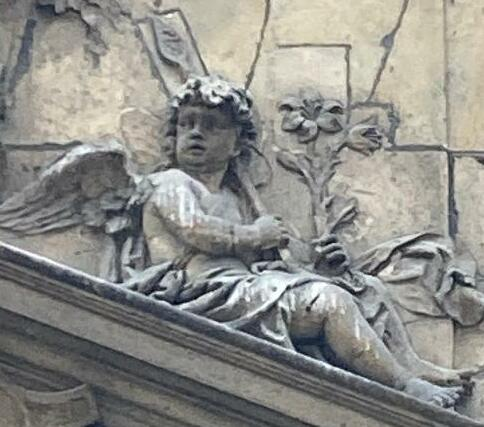
Angelot, à droite du fronton.

- No 29 : immeuble construit par E. Seitz en 1877, bas-reliefs à tête de lion dégorgeant un faisceau de fruits et légumes.
- No 36 : l'actrice Micheline Presle y est née en 1922[11].
- No 50 : immeuble construit en 1879 par Jean Boussard (1844-1923), sur le pan coupé entre la rue des Bernardins et la rue des Écoles, un médaillon en bas-relief du mathématicien Gaspard Monge (1746-1818). Ces deux immeubles se trouvent à l'intersection avec la rue des Écoles.

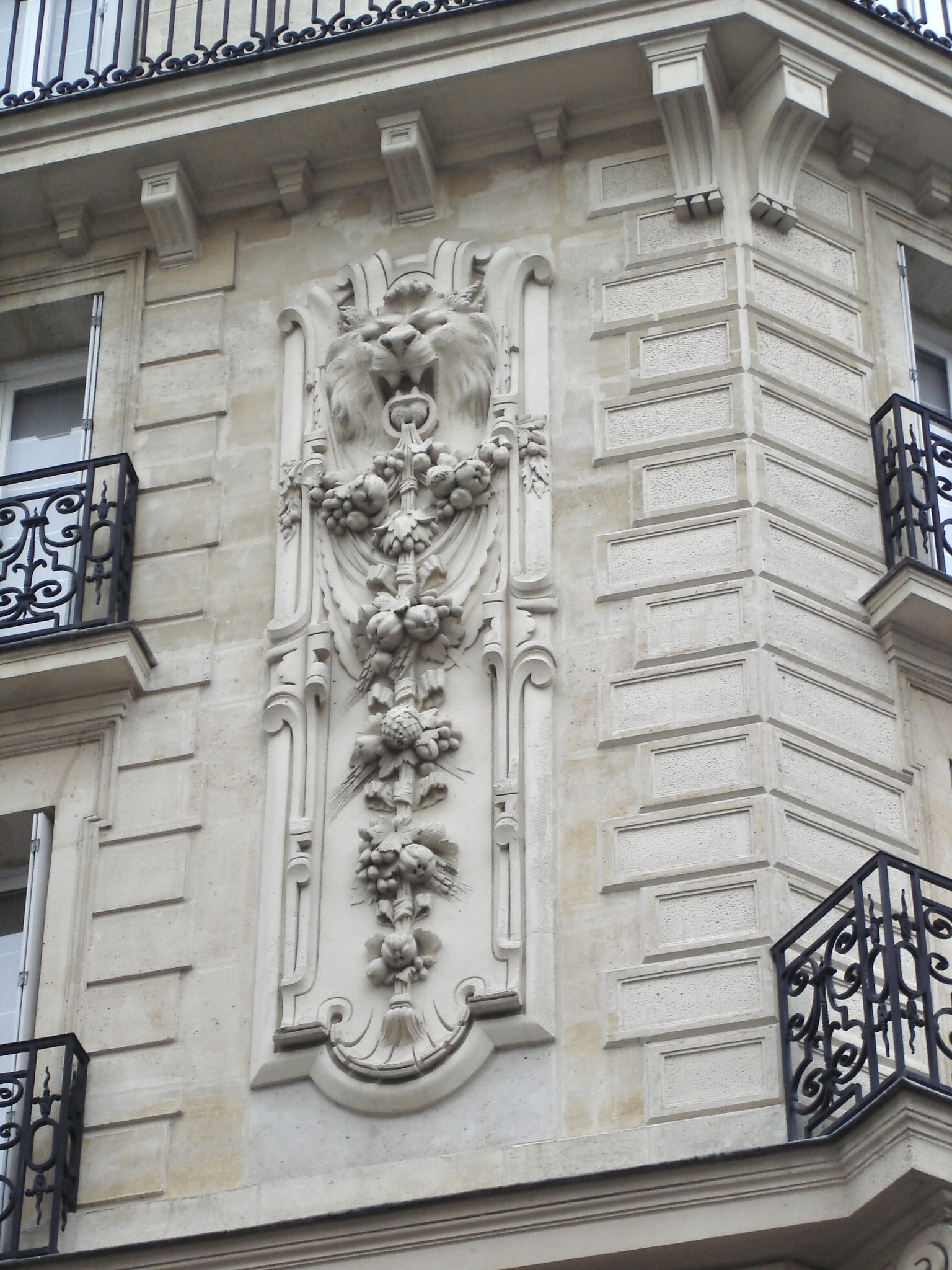
No 50, bas-relief à tête de lion dégorgeant un faisceau de fruits et de légumes.
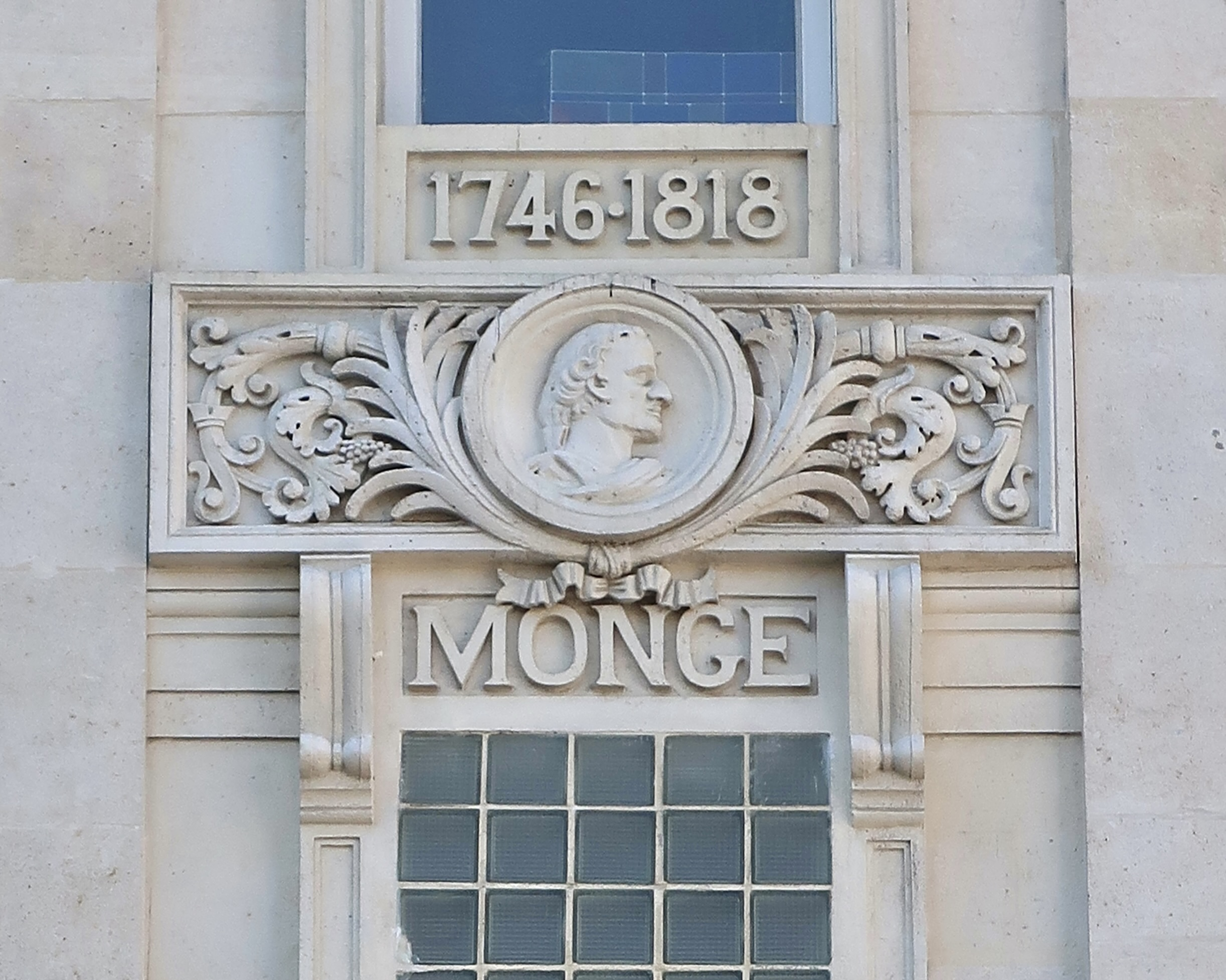
No 50, médaillon du mathématicien Gaspard Monge.

### Ancienne École polytechnique

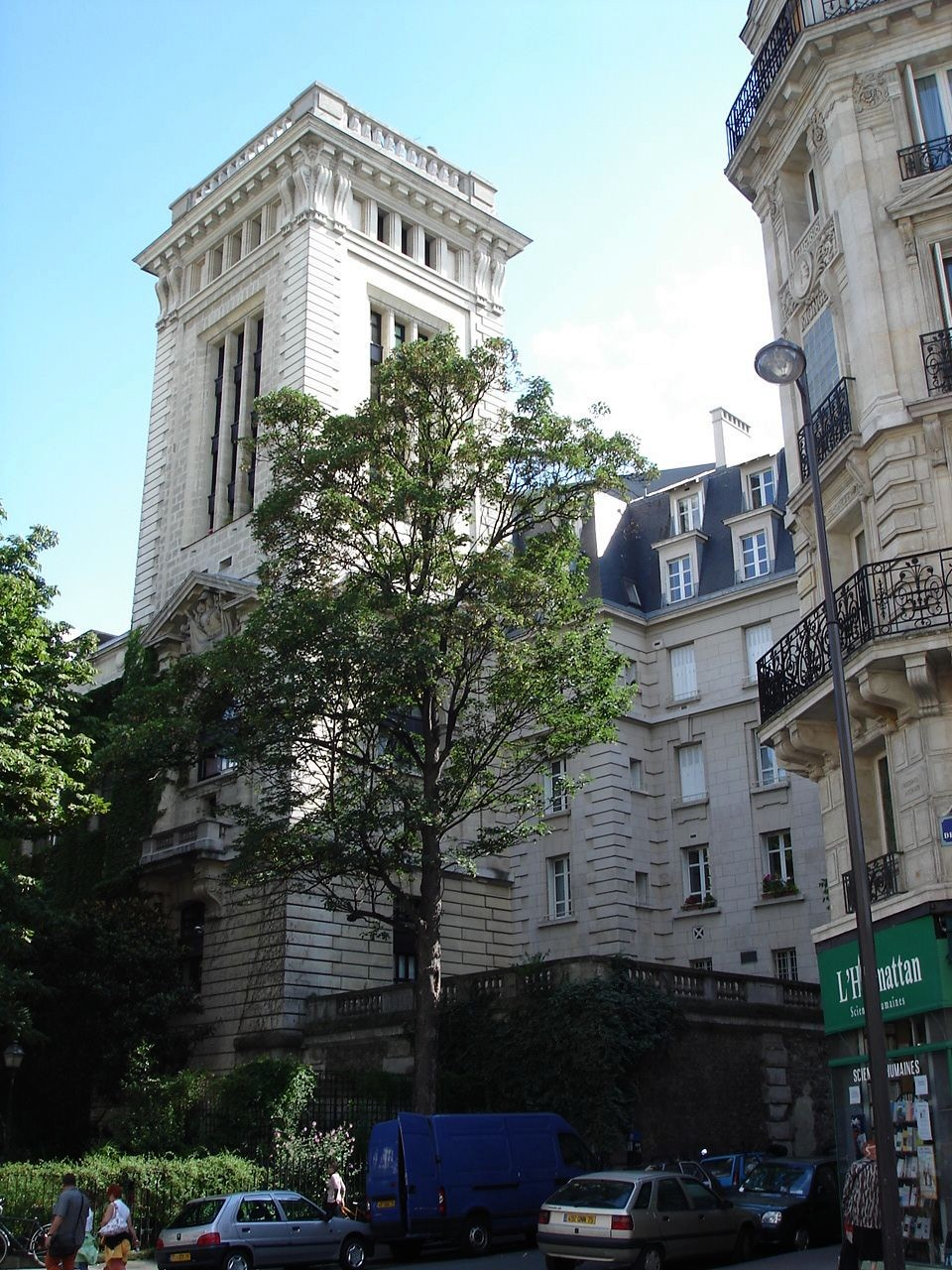
Tour de l'ancienne École polytechnique.

La rue se termine en cul-de-sac à hauteur du square Paul-Langevin et de l'arrière du bâtiment de l'ancienne École polytechnique, devenu l'actuel ministère de l'Enseignement supérieur et de la Recherche.

## Dans la littérature

### Apparition du diable rue des Bernardins
Dans Les Misérables, Victor Hugo rapporte la curieuse découverte des équipes de Bruneseau en 1805, chargé d’explorer les égouts de Paris. Ils y découvrirent le squelette d’un orang outan disparu du Jardin des plantes en 1800, qui expliquerait l’apparition rapportée du diable de la rue des Bernardins en 1799.